# Sandy Sweet
Pour les articles homonymes, voir Sweet.
Sandy Sweet, de son vrai nom Sandra Curry, est une actrice pornographique américaine née le 24 juillet 1987 à Ventura, en Californie (États-Unis). Elle a des origines colombiennes et suédoises.
Elle a commencé sa carrière dans le porno en 2007 à l'âge de 20 ans.

## Filmographie sélective
- 2007 : Costume Bondage Fantasies
- 2008 : Girls Hunting Girls 19
- 2009 : Her First Lesbian Sex 16
- 2010 : Teen Spirit 8
- 2011 : Sweet Cherrys 3
- 2013 : Girl You'll Be a Woman Soon
- 2014 : Lesbian Seductions: Older/Younger 48